# Tumuli van het Bos van de Tombes (Hannuit)

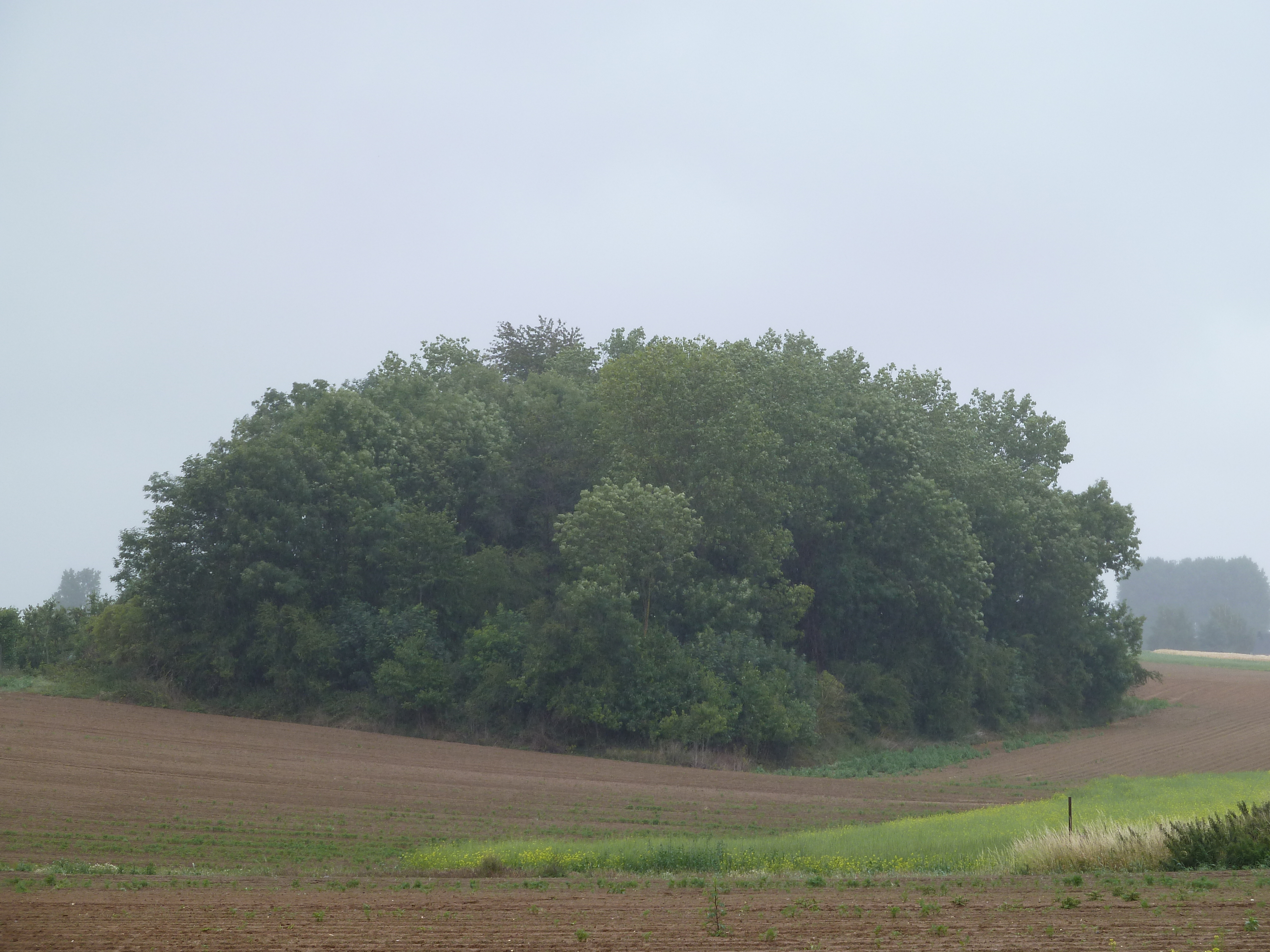
De tumuli (zijkant)

De Tumuli van het Bos van de Tombes of Tumuli van Mirteaux zijn twee Gallo-Romeinse grafheuvels in de gemeente Hannuit in de Belgische provincie Luik. De heuvels liggen ongeveer een kilometer ten zuiden van Merdorp nabij de weg Rue de la Marsale. Ze lagen op minder dan een kilometer van de Romeinse weg hier ten zuiden van. De heuvels liggen verder ten noorden van Wasseiges.
In 1985 werden de twee tumuli beschermd als monument en als landschap.